# Kerigma

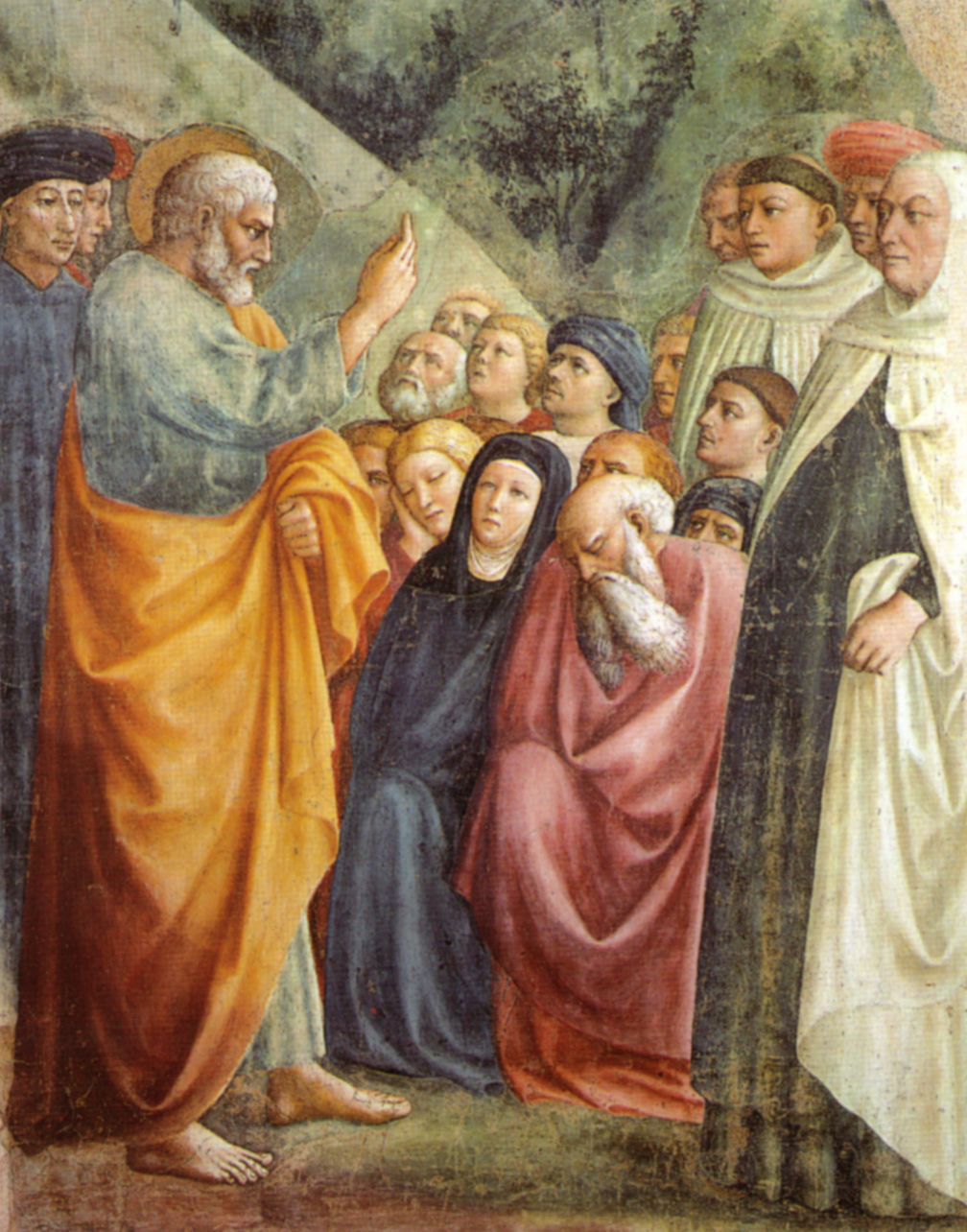
San Pedro predicando o kerigma de san Pedro

Kerigma (del griego κήρυɣμα, anuncio o proclamación, usado con el significado de «proclamar como un emisario»; latín: Cerygma) es un género literario bíblico de sesgo oratorio que actualmente podría estar representado como el anuncio de una buena noticia. Esta palabra se aplica a la proclamación de los cristianos que se inicia poco después de la muerte y resurrección  de Jesús de Nazaret, hacia el año 30.

## En las escrituras
Los que se han dedicado a la búsqueda del Jesús histórico consideran kerigma toda la doctrina que aparece después de la muerte de Jesús de Nazaret. Inicialmente se intentó eliminar todo lo correspondiente al kerigma para acceder a la figura del Jesús histórico. Tras comprobar que no es posible, se inició un acercamiento al Jesús de la historia precisamente a partir de ese kerigma. Así pues, según el libro de Hechos de los Apóstoles:

Israelitas, oíd estas palabras: A Jesús el Nazareno, hombre acreditado por Dios ante vosotros por los milagros, signos y prodigios que realizó Dios a través de Él entre vosotros (como bien sabéis), lo matásteis clavándolo por manos impías, entregado conforme al designio previsto y aprobado por Dios. Pero Dios lo resucitó rompiendo las ataduras de la muerte...
Hechos 2, 22-25.

Por lo tanto, todo Israel esté en lo cierto de que al mismo Jesús, a quien vosotros crucificasteis, Dios lo ha constituido Señor y Mesías.
Hechos 2, 36.

Estas manifestaciones con el aspecto de acusación están insertas, sin embargo, en el estilo y la tradición del profetismo judío que podemos ver a lo largo del Antiguo Testamento. Además, según la Biblia, cuando Jesús inició su ministerio público, ingresó a la sinagoga, tomó el rollo del profeta Isaías y leyó:

El Espíritu del Señor está sobre mí, porque me ha consagrado por la unción. Él me envió a llevar la Buena Noticia a los pobres, a anunciar la liberación a los cautivos y la vista a los ciegos, a dar la libertad a los oprimidos y proclamar un año de gracia del Señor.
Lucas 4, 18-19.

Después de leerlo se identificó a sí mismo como el mesías del cual hablaba el profeta en sus escritos. La afirmación que hace Jesús en ese momento es conocida como el kerigma o anuncio de la buena nueva y constituye la base de la prédica para sus seguidores.

### Kerigmas en el Nuevo Testamento
1. La venida de Jesús como Mesías (Hechos 2:30; 3:19, 24, 10:43; 26:6-7, 22; Rom. 1: 2-4, 1 Tim 3-16; Heb. 1: 1-2; 1 Ped:1-2; 2 Ped.: 1: 18-19).
2. Jesús es Ungido por Dios en su bautismo, como el Mesías (Hech. 10;38).
3. Jesús inicia su ministerio en Galilea, después de su bautismo (Hech. 10:37).
4. Llevó a cabo un ministerio con opción por los más necesitados, haciendo grandes obras con el poder de Dios (Mc. 10:45; Hech. 2:22; 10: 38).
5. El Mesías fue crucificado de acuerdo al propósito de Dios (Mc. 10:45; Jn 3:16; Hech. 2:23;3:13-15,18;4:1; 10:39; 26:23; Rom 8:34; 1 Cor 1: 17-18; 15:3;Gal 1:4; Heb 1:3; 1Ped 1:2, 19; 3:18; 1Jn 4:10).
6. Resucitó de entre los muertos y se apareció a sus discípulos (Hech 2:24,31-32 3:15, 26; 10:40-41; 17:31; 2623; Rom. 8:34; 10:9; 1Cor 15:4-7; Tes 1:10; Tim 3:16; 1Ped 1:2; 3:18-21).
7. Jesús fue exaltado por Dios, y le dio el nombre de "Señor" (Hech 2:25-29, 33-36; 3:13, 10:36; Rom 8:34, 10:9; 1Tim 3:16; Heb 1:3; 1 Ped 3:22).
8. Envió al Espíritu Santo para formar la iglesia (Hech 1:8, 2:14-18, 33:38-39, 10:44-47; 1 Ped 1:12).
9. De nuevo vendrá con gloria para juzgar a vivos y muertos (Hech 3:20-21, 10:42, 17:31; 1 Cor. 15:20-28; 1Tes 1:10).
10. Todos los que escuchen el mensaje deben de arrepentirse y ser bautizados (Hech 2:21, 38; 3:19, 10:43, 47-48, 17:30, 26:20; Rom 1:17, 10:9; 1Ped 3:21).